# Xã Lost Grove, Quận Webster, Iowa
Xã Lost Grove (tiếng Anh: Lost Grove Township) là một xã thuộc quận Webster, tiểu bang Iowa, Hoa Kỳ. Năm 2010, dân số của xã này là 662 người.